# هری هوسکلا
هارّی کوسکِلا (فنلاندی: Harri Koskela؛ زادهٔ ۸ اکتبر ۱۹۶۵) کشتی‌گیر اهل فنلاند است.